# Савинки (Корюківський район)
Са́винки — село в Україні, у Корюківській міській громаді Корюківського району Чернігівської області. Населення становить 612 осіб. До 2020 орган місцевого самоврядування — Савинківська сільська рада, якій було підпорядковане село Бурківка.

## Географія
Село розташоване на річці Убідь за 16 км від районного центру і залізничної станції Корюківка. Висота над рівнем моря — 137 м.

## Топоніміка
Село отримало свою назву від імені Сави Шумейка, який був сподвижником Богдана Хмельницького та братом гетьмана Дем'яна Многогрішного.

## Історія
Село було засноване у 70-х роках XVII ст.
У 1825 році у центрі села завдяки допомозі Полуботків була побудована Миколаївська церква, в якій знаходилась ікона «Святого Миколая». Церква була дерев'яною, пофарбована у блакитний колір. Була зруйнована за часів встановлення окупаційної радянської влади.
У 1900 році була побудована вузькоколійка Корюківка (завод) — Савинки — ліси Заубіддя — Орлівка, довжиною 15 км. Будівництво тривало 2 роки. Всі роботи велись вручну з тачками і лопатами. Необхідно було зробити земляну дамбу на відстані до 2 км і висотою до 4 м. Цей насип (дамба) зберігся як пам'ятка і до сьогодні. Місцевість за річкою Убідь, де проходила вузькоколійка називалась «Чугункою».
У 1901 році була заснована двокласна парафіяльна школа, а через 4 роки збудовано приміщення школи з квартирою для учителя і відкрито 3 класи, згодом відкрито ще 4. Першою вчителькою школи була Єфропія Корнилівна Соловйова. Учнів у школі було 60 з усього приходу.
Під час Другої світової війни на фронті та у партизанському русі брали участь 560 мешканців села, 306 з яких загинули.
12 червня 2020 року, відповідно до розпорядження Кабінету Міністрів України № 730-р «Про визначення адміністративних центрів та затвердження територій територіальних громад Чернігівської області», увійшло до складу Корюківської міської громади.
19 липня 2020 року, в результаті адміністративно-територіальної реформи та ліквідації колишнього Корюківського району, село увійшло до складу новоутвореного Корюківського району.

## Демографія
За даними сайту Верховної Ради України у Савинках станом на початок 2012 року мешкає 612 жителів.
| 1866 | 1897 | 1988 | 2012 |
| ---- | ---- | ---- | ---- |
| 1276 | 1672 | 856  | 612  |
| ▲    | ▲    | ▼    | ▼    |

## Історичні пам'ятки
Поблизу села були виявлені поселення епохи бронзи (2 тис. років до н. е.).

## Відомі люди
В селі народилися:
- Лук'яненко Іван Савич — український поет і журналіст[3].
- Олійник Леонід Васильович — український історик-краєзнавець.

## Галерея

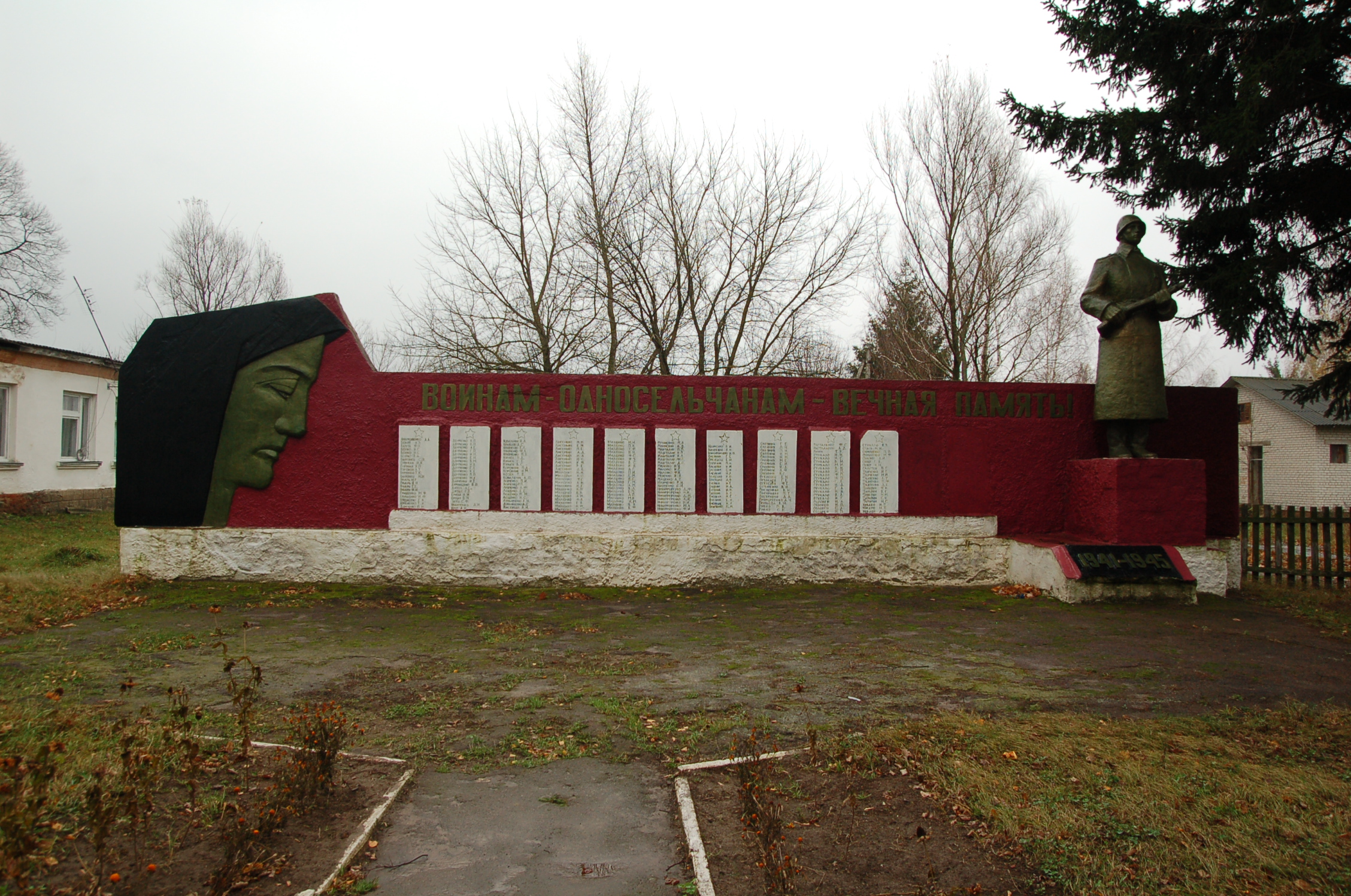
Пам'ятник радянським воїнам